# Німецькі ассирійці
Німецькі ассирійці — це особи ассирійського походження або ассирійці, які мають німецьке громадянство. Переважна більшість ассирійців, які прибули до Німеччини, виходили з різних країн, таких як Азербайджан, Туреччина, Йорданія, Сирія, Ірак та Іран.
Громада іммігрантів ассирійського походження в Німеччині оцінюється приблизно в 100 000 осіб. Їх відомо в німецькій мові як Assyrer («Асирійці») або Aramäer («Арамеї»). Значущі місцеві спільноти існують у деяких містах і містечках, таких як Мюнхен, Вісбаден, Падерборн, Ессен, Бітігейм-Біссінген, Ален, Геппінген, Кельн, Гамбург, Берлін, Аугсбург та Гютерсло.

## Історія

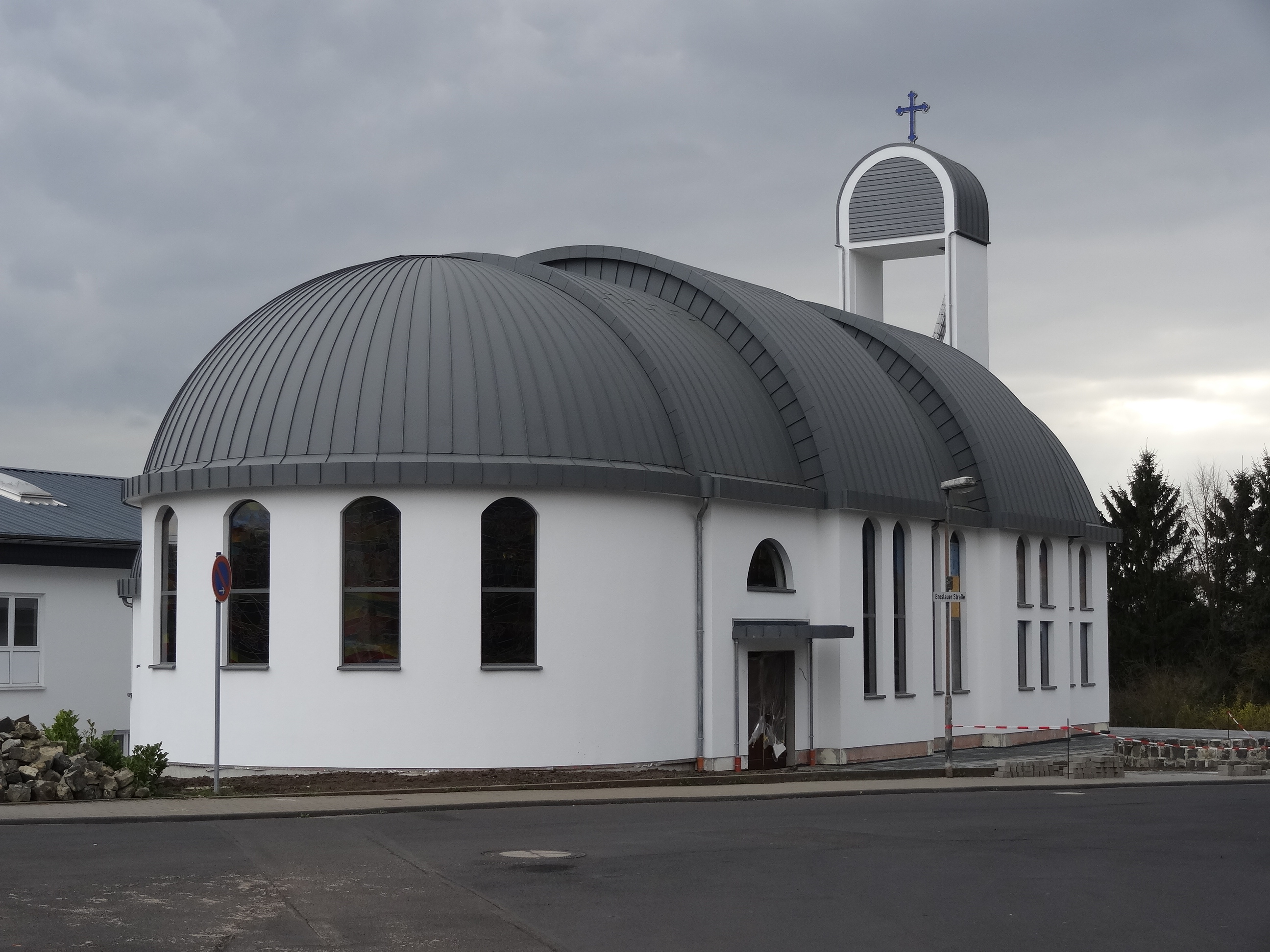
Церква Mor Had Bschabo в Польгаймі

Бувши пригніченими та переслідуваними протягом XX століття через свою релігію, багато ассирійців прибули з Туреччини, шукаючи лише кращого життя. Перша хвиля прибула в 1960–1970-х роках як частина економічного плану «Гастарбайтер» Німеччини. Оскільки Німеччина шукала іммігрантських робітників (головним чином з Туреччини), багато ассирійців побачили можливість отримати свободу та успіх і подали заявки на візи разом з турками. Ассирійці почали працювати в ресторанах або на будівництві для компаній, багато з них відкрили свої власні магазини. Перші ассирійські іммігранти в Німеччині почали самоорганізовуватися, створюючи культурні клуби та будуючи церкви. Друга хвиля наступила практично відразу після першої, як наслідок двох подій.
Перша подія відбулася у 1979 році, коли ассирійський мер Даргечіту був вбитий, і це розглядається як захоплення місцевої влади курдами з ассирійської батьківщини в Туреччині. Новий мер був курдом, і це призвело до того, що місцева влада дозволила великим потокам курдів почати заволодівати землею і виганяти людей з їхньої землі. Друга подія відбулася, коли розпочався курдсько-турецький конфлікт у 1984 році. Район фактично перетворився на сектантську зону війни між Туреччиною і ПКК, а ассирійці опинилися посеред цього конфлікту. Майже всі ассирійці вирішили залишити цю область, оскільки як турки, так і курди були ворожими, і вони стали б беззахисними тепер, коли місцева влада втратила свою владу. Вони продовжували виїжджати аж до кінця 90-х, коли конфлікт припинився, і до цього часу лише 1 000–2 000 осіб з 70 000 до конфлікту залишалися. З початку 2000-х років відбулася деяка зворотна міграція назад до Туреччини, оскільки конфлікт завершився, і зараз там приблизно 3 000 осіб у регіоні. Більшість ассирійців оселилися в Німеччині завдяки високому рівню життя та сильній економіці, тому, ймовірно, більшість з них відновлюватиме або ремонтуватиме свої домівки та майно в Туреччині, використовуючи їх як котеджі для відпочинку, якщо вже й не є постійними жителями цієї області.